# Мечеть аль-Макам
Мечеть аль-Макам (араб. جامع المقام‎) — историческая мечеть и святыня, расположенная в районе Аль-Ашара города Басра, Ирак.

## История
«Макам» в переводе с арабского языка означает «святилище». Считается, что изначально на этом месте располагалось святилище, но мнения о том, кому именно оно было посвящено, расходятся. По словам Мухаммада Садика аль-Хакима, святилище датируется 772 годом н. э. и было основано потомком пророка Мухаммеда и восьмым шиитским имамом Али ар-Рида, когда он посетил Басру из Медины.
Мечеть была построена османами в 1754 году. Стала одной из крупнейших мечетей своего времени, занимая площадь 600 квадратных метров с вместительностью 500 верующих. Здание построено из кирпича в древнем исламском архитектурном стиле. Один из куполов окрашен в синий цвет, на нём начертаны стихи из «Зикр аль-Хакима».
Высота минарета достигает 25 метров. Мечеть была отреставрирована в 1922 году, в ходе чего была отремонтирована внутренняя стена и добавлена внешняя стена со стороны двора. Впоследствии мечеть была соединена дорогой с рекой Шатт-эль-Араб. К мечети примыкают две библиотеки: одна на первом этаже, где хранятся Коран и книги давата, и другая на втором этаже — Библиотека имама Али ибн Мусы ар-Рида.